# Podestà di Treviso
I podestà di Treviso furono a capo del governo cittadino per lo meno dal 1176 fino all'annessione del Veneto al Regno d'Italia (1866).

## Storia
Un'evoluzione lenta e graduale portò all'emersione, a partire dalla fine del X secolo, del popolo come soggetto nella dialettica del governo della città. 
Gli artigiani e i piccoli proprietari cominciarono nei secoli XI e XII a riunirsi in consorterie, scuole ed arti. Tra questi, e non solo tra i primati, si cominciarono a scegliere i boni homines o probiviri.
Per lo meno a partire dal 1162 e da ultimo nel 1216, il governo della città fu affidato di tanto in tanto a collegi di consoli spesso incaricati della stesura di importanti statuti di rilevanza "costituzionale". 
Ad essi si alternarono ben presto i podestà, cittadini o, qualche volta, per riequilibrare le lotte di fazione, forestieri.
A seconda delle vicende cittadine, i podestà furono ora detentori reali del governo della città, ora espressione di mero rispetto formale degli statuti da parte di un Signore o dominatore straniero.
Con il definitivo passaggio della Marca trevigiana sotto il dominio della Serenissima, il podestà perde definitivamente la connotazione di rappresentante della cittadinanza per diventare un mero "rettore" incaricato direttamente dalla Repubblica Veneziana.

## Requisiti di eleggibilità e modalità d'elezione
I requisiti di eleggibilità alla carica di Podestà variarono negli anni, così come variarono le modalità di elezione.

### Statuto del 1313
In base allo Statuto del 1313, l'eletto non doveva essere cittadino della Marca trevigiana, né di Feltre, né di Belluno, né del Friuli. 
Esclusi erano inoltre coloro che non avevano compiuto trent'anni.
La durata dell'incarico era di sei mesi, talvolta di un anno, e l'eletto non poteva assurgere nuovamente alla carica prima che fossero trascorsi due anni (in rari casi, in tempo di urgenti necessità, questo requisito non fu rispettato).
Sempre in base allo Statuto del 1313, tre mesi prima della scadenza, il Podestà in carica doveva convocare il Consiglio Maggiore affinché fossero da esso scelte otto persone sagge e avvedute (viros providos et discretos), quattro nobili e quattro popolari, che avessero compiuto i trent'anni.
Costoro, prestato giuramento, venivano rinchiusi nella cappella del Palazzo per eleggere a loro volta sei nobili e sei popolari degni di fiducia e stima. 
Questi dodici sceglievano infine otto membri del Maggior Consiglio, sempre maggiori di trent'anni, per metà nobili, per metà popolari.
Questi otto, quindi, si ritiravano in un luogo ritenuto idoneo dal Podestà, senza bevande né giacigli, ricevendo un solo pasto al giorno, fino a che non avessero sottoposto al Consiglio una terna di nomi dalla quale i consiglieri avrebbero infine eletto il nuovo Podestà.
La votazione avveniva tramite l'inserimento nel contenitore ( bussolo) corrispondente al candidato prescelto di una pallina (ballotam). Escluso il candidato con meno voti, si procedeva al ballottaggio tra i due che avevano ricevuto il maggior numero di voti.

## Cronotassi

### Libero comune
| Periodo | Periodo | Primo cittadino                      | Partito | Carica  | Note        |
| ------- | ------- | ------------------------------------ | ------- | ------- | ----------- |
| 1162    | 1176    | ?                                    | -       | consoli | [ 3 ]       |
| 1176    | 1178    | Oberto Visdomino da Piacenza         |         | podestà | [ 3 ]       |
| 1178    | -       | Capo di Lupo                         |         | podestà | [ 3 ]       |
| 1178    | -       | Oberto Visdomino da Piacenza         |         | podestà | [ 3 ]       |
| 1179    | -       | Capo di Lupo                         |         | podestà | [ 3 ]       |
| 1179    | 1182    | Guecello da Prata                    |         | podestà | [ 3 ]       |
| 1182    | 1187    | ?                                    | -       | consoli | [ 3 ]       |
| 1188    | 1189    | Rambaldo VI conte di Treviso         |         | podestà | [ 3 ]       |
| 1190    | 1192    | Ezzelino II da Romano                |         | podestà | [ 3 ]       |
| 1192    | -       | ?                                    | -       | consoli | [ 3 ]       |
| 1193    | 1194    | Guglielmo de Pusterla                |         | podestà | [ 3 ]       |
| 1194    | 1196    | ?                                    | -       | consoli | [ 3 ]       |
| 1196    | 1197    | Guifredo Confalonieri                |         | podestà | [ 3 ]       |
| 1197    | -       | ?                                    | -       | consoli | [ 3 ]       |
| 1188    | 1189    | Gigo Burro                           |         | podestà | [ 3 ]       |
| 1199    | 1200    | Guglielmo de Pusterla                |         | podestà | [ 3 ]       |
| 1200    | 1201    | Pietro di Remengarda dei Torelli     |         | podestà | [ 3 ]       |
| 1201    | 1202    | Dainesio Crivelli                    |         | podestà | [ 3 ]       |
| 1202    | 1203    | ?                                    | -       | consoli | [ 3 ]       |
| 1203    | 1204    | Nicolò da Foro                       |         | podestà | [ 3 ]       |
| 1204    | 1205    | ?                                    | -       | consoli | [ 3 ]       |
| 1205    | ?       | Lorenzo Corvo                        |         | podestà | [ 3 ]       |
| 1206    | 1207    | Almerigo Dodone                      |         | podestà | [ 3 ]       |
| 1208    | -       | Grimerio de' Visconti                |         | podestà | [ 3 ]       |
| 1208    | -       | Uberto de' Visconti                  |         | podestà | [ 3 ]       |
| 1209    | 1210    | Corrado degli Avogari                |         | podestà | [ 3 ]       |
| 1210    | 1211    | Nicolò da Foro                       |         | podestà | [ 3 ]       |
| 1211    | 1212    | Ruzerio Permarino                    | guelfo  | podestà | [ 3 ]       |
| 1212    | 1213    | Lanterio Adelasi                     |         | podestà | [ 3 ]       |
| 1213    | -       | ?                                    | -       | consoli | [ 3 ]       |
| 1214    | ?       | Salinguerra dei Torelli              |         | podestà | [ 3 ]       |
| 1215    | 1216    | Loderengo Strazza da Martinengo      |         | podestà | [ 3 ]       |
| 1216    | -       | ?                                    | -       | consoli | [ 3 ]       |
| 1216    | -       | Rodolfo Borgognone                   |         | podestà | [ 4 ]       |
| 1216    | 1217    | Malpilio de' Malpilii da San Miniato |         | podestà | [ 4 ]       |
| 1217    | 1218    | Rodolfo Borgognone                   |         | podestà | [ 4 ]       |
| 1218    | 1219    | Guglielmo de Pusterla                |         | podestà | [ 4 ]       |
| 1219    | 1120    | Visconte de' Visconti                |         | podestà | [ 4 ]       |
| 1220    | 1221    | Malpilio de' Malpilii da San Miniato |         | podestà | [ 4 ]       |
| 1221    | 1222    | Jacopo Tiepolo                       |         | podestà | [ 4 ]       |
| 1222    | 1223    | Marino Dandolo                       |         | podestà | [ 4 ]       |
| 1223    | 1225    | Odorico da Beseno                    |         | podestà | [ 4 ]       |
| 1225    | 1226    | Cazainimico degli Orsi               |         | podestà | [ 4 ]       |
| 1227    | -       | Jacopo Tiepolo                       |         | podestà | [ 4 ]       |
| 1227    | 1228    | Marino Dandolo                       |         | podestà | [ 4 ]       |
| 1228    | 1229    | Marino Storlato                      |         | podestà | [ 4 ]       |
| 1229    | 1230    | Marino Morosini                      |         | podestà | [ 4 ]       |
| 1230    | 1231    | Cazainimico degli Orsi               |         | podestà | [ 4 ]       |
| 1231    | ?       | Marino Dandolo                       |         | podestà | [ 4 ]       |
| 1232    | -       | Filippo Corner                       |         | podestà | [ 4 ]       |
| 1233    | -       | Pietro degli Aliserii                |         | podestà | [ 4 ]       |
| 1234    | -       | Pietro Dandolo                       |         | podestà | [ 4 ]       |
| 1235    | -       | Alcorengo de Marerio                 |         | podestà | [ 4 ]       |
| 1235    | 1236    | Ranieri Zeno                         |         | podestà | [ 4 ]       |
| 1236    | -       | Pietro Tiepolo                       |         | podestà | [ 4 ]       |
| 1237    | -       | Tommaso Mareri                       |         | podestà | [ 4 ]       |
| 1237    | 1239    | Giacomo di Enrico da Morra           |         | podestà | [ 4 ] [ 5 ] |

### Signoria dei Da Romano
| Periodo | Periodo | Primo cittadino                             | Partito | Carica  | Note  |
| ------- | ------- | ------------------------------------------- | ------- | ------- | ----- |
| 1239    | 1241    | Alberico da Romano e Guecellone V da Camino | guelfo  | podestà | [ 4 ] |
| 1241    | 1244    | Alberico da Romano e Biaquino II da Camino  | guelfo  | podestà | [ 4 ] |
| 1245    | 1256    | Alberico da Romano                          | guelfo  | podestà | [ 4 ] |
| 1258    | 1259    | Guglielmo Rangoni                           |         | podestà | [ 4 ] |

### Libero comune
| Periodo | Periodo | Primo cittadino                  | Partito | Carica  | Note        |
| ------- | ------- | -------------------------------- | ------- | ------- | ----------- |
| 1257    | 1259    | Marco Boccassio                  |         | podestà | [ 4 ] [ 6 ] |
| 1259    | 1260    | Marco Badoer                     |         | podestà | [ 4 ]       |
| 1260    | 1261    | Giovanni Dolfin                  |         | podestà | [ 4 ]       |
| 1261    | 1262    | Filippo Boccassio                |         | podestà | [ 4 ]       |
| 1263    | -       | Guglielmo Rangoni                |         | podestà | [ 4 ]       |
| 1264    | -       | Giovanni Tiepolo                 |         | podestà | [ 4 ]       |
| 1265    | 1266    | Matteo da Correggio              |         | podestà | [ 4 ]       |
| 1267    | -       | Filippo Belegno                  |         | podestà | [ 4 ]       |
| 1267    | 1268    | Jacopo Dolfin                    |         | podestà | [ 4 ]       |
| 1269    | -       | Bonifacio dei Castropola         |         | podestà | [ 4 ]       |
| 1270    | -       | Rolandino da Canossa             | guelfo  | podestà | [ 4 ]       |
| 1270    | 1271    | Bonifacio da Canossa             |         | podestà | [ 4 ]       |
| 1272    | -       | Testa Soardo                     |         | podestà | [ 4 ]       |
| 1272    | 1273    | Giovanni Corner                  |         | podestà | [ 4 ]       |
| 1274    | -       | Castellano de' Lambertacci       |         | podestà | [ 7 ]       |
| 1275    | -       | Filippo de Persembruno           |         | podestà | [ 7 ]       |
| 1275    | 1276    | Ermanno de Suppolino             |         | podestà | [ 7 ]       |
| 1276    | 1277    | Andrea de Montemelini            |         | podestà | [ 7 ]       |
| 1277    | 1278    | Jacopo Tepolo                    |         | podestà | [ 7 ]       |
| 1278    | 1279    | Nicolò Querini                   |         | podestà | [ 7 ]       |
| 1279    | 1280    | Uguzzone da Lugurzano            |         | podestà | [ 7 ]       |
| 1280    | 1281    | Albertino Morosini               |         | podestà | [ 7 ]       |
| 1281    | 1282    | Matteo Querini                   |         | podestà | [ 7 ]       |
| 1282    | 1283    | Guglielmo de' Putagli            |         | podestà | [ 7 ]       |
| 1283    | -       | Ziliolo q. Guglielmo de' Putagli |         | podestà | [ 7 ]       |
| 1283    | -       | Duca de' Gambaceri               |         | podestà | [ 7 ]       |

### Signoria dei Da Camino
| Periodo | Periodo | Primo cittadino                             | Partito     | Carica  | Note  |
| ------- | ------- | ------------------------------------------- | ----------- | ------- | ----- |
| 1283    | 1284    | Artuico da Castello                         | guelfo      | podestà | [ 7 ] |
| 1284    | 1285    | Diatalmo da Villalta                        | guelfo      | podestà | [ 7 ] |
| 1286    | -       | Guido Della Torre                           | guelfo      | podestà | [ 7 ] |
| 1286    | 1287    | Tiso VIII da Camposampiero                  | guelfo      | podestà | [ 7 ] |
| 1287    | -       | Guido Della Torre                           | guelfo      | podestà | [ 7 ] |
| 1287    | 1290    | Tebaldo de' Brusadi                         |             | podestà | [ 7 ] |
| 1290    | -       | Giordano da Vigonza                         |             | podestà | [ 7 ] |
| 1290    | -       | Albertino Morosini                          |             | podestà | [ 7 ] |
| 1290    | 1292    | Tebaldo de' Brusadi                         |             | podestà | [ 7 ] |
| 1293    | -       | Guido Negro                                 |             | podestà | [ 7 ] |
| 1293    | 1294    | Tommaso Querini                             |             | podestà | [ 7 ] |
| 1294    | 1296    | Tebaldo de' Brusadi                         |             | podestà | [ 7 ] |
| 1296    | -       | Tommaso Querini                             |             | podestà | [ 7 ] |
| 1296    | 1297    | Artuico da Castello                         |             | podestà | [ 7 ] |
| 1297    | -       | Sigfredo d'Arҫiglano                        |             | podestà | [ 7 ] |
| 1297    | 1298    | Giordano da Vigonza                         |             | podestà | [ 7 ] |
| 1298    | 1299    | Tolberto III da Camino                      |             | podestà | [ 7 ] |
| 1299    | 1301    | Tebaldo de' Brusadi                         |             | podestà | [ 7 ] |
| 1301    | 1302    | Fresco da Este                              |             | podestà | [ 7 ] |
| 1302    | -       | Jacopo Tepolo                               |             | podestà | [ 7 ] |
| 1302    | 1303    | Sigfredo d'Arҫiglano                        |             | podestà | [ 7 ] |
| 1303    | 1304    | Nicolò da Lozzo                             |             | podestà | [ 7 ] |
| 1304    | -       | Pietro de' Brusadi                          |             | podestà | [ 7 ] |
| 1305    | 1306    | Ziliolo q. Guglielmo de' Putagli            |             | podestà | [ 7 ] |
| 1306    | 1307    | Venetico de' Gaffari                        |             | podestà | [ 7 ] |
| 1308    | -       | Corso Donati                                | guelfo nero | podestà | [ 7 ] |
| 1308    | -       | Francesco de' Calboli                       |             | podestà | [ 7 ] |
| 1309    | 1310    | Rambaldo VIII di Collalto, conte di Treviso |             | podestà | [ 7 ] |
| 1310    | 1311    | Galeazzo Visconti                           |             | podestà | [ 7 ] |
| 1311    | 1312    | Parento degli Scornigiani                   |             | podestà | [ 7 ] |
| 1312    | -       | Albertino da Castelnuovo                    |             | podestà | [ 7 ] |

### Periodo Repubblicano
| Periodo | Periodo | Primo cittadino             | Partito | Carica  | Note  |
| ------- | ------- | --------------------------- | ------- | ------- | ----- |
| 1313    | -       | Bartolomeo Guidozzani       |         | podestà | [ 7 ] |
| 1313    | ?       | Berardo de Cornio           |         | podestà | [ 7 ] |
| 1314    | -       | Francesco de' Calboli       |         | podestà | [ 8 ] |
| 1314    | -       | Albertino da Canossa        |         | podestà | [ 8 ] |
| 1315    | -       | Manno de la Branca          |         | podestà | [ 8 ] |
| 1316    | -       | Pietro de la Branca         |         | podestà | [ 8 ] |
| 1316    | -       | Francesco Mezzovillani      |         | podestà | [ 8 ] |
| 1317    | -       | Andrea della Rocca          |         | podestà | [ 8 ] |
| 1317    | -       | Uberto de' Cancellieri      |         | podestà | [ 8 ] |
| 1318    | -       | Rolandino da Fogliano       |         | podestà | [ 8 ] |
| 1318    | -       | Nallo (o Nero) de' Guelfoni |         | podestà | [ 8 ] |
| 1318    | -       | Ermanno de' Guelfoni        |         | podestà | [ 8 ] |

### Dominio del conte di Gorizia (1319-1327)
| Periodo | Periodo | Primo cittadino        | Partito | Carica  | Note  |
| ------- | ------- | ---------------------- | ------- | ------- | ----- |
| 1319    | -       | Tebaldo da Castelnuovo |         | podestà | [ 8 ] |

### Signoria di Guecello Tempesta
| Periodo | Periodo | Primo cittadino     | Partito | Carica  | Note  |
| ------- | ------- | ------------------- | ------- | ------- | ----- |
| 1327    | -       | Corrado de Bucchis  |         | podestà | [ 8 ] |
| 1327    | 1329    | Alberino da Canossa |         | podestà | [ 8 ] |
| 1329    | -       | Ziroico de Bradis   |         | podestà | [ 8 ] |

### Signoria dei Della Scala (1329-1338)
| Periodo | Periodo | Primo cittadino      | Partito | Carica  | Note  |
| ------- | ------- | -------------------- | ------- | ------- | ----- |
| 1329    | 1336    | Pietro Dal Verme     |         | podestà | [ 8 ] |
| 1336    | -       | Taddeo degli Uberti  |         | podestà | [ 8 ] |
| 1336    | 1337    | Pietro Dal Verme     |         | podestà | [ 8 ] |
| 1337    | 1337    | Rambaldone Tornielli |         | podestà | [ 8 ] |
| 1338    | -       | Bonetto Malavisina   |         | podestà | [ 8 ] |

### Primo periodo veneziano
| Periodo | Periodo | Primo cittadino     | Partito | Carica   | Note  |
| ------- | ------- | ------------------- | ------- | -------- | ----- |
| 1338    | ?       | Marco Foscarini     |         | capitano | [ 8 ] |
| 1339    | -       | Marino Faliero      |         | podestà  | [ 8 ] |
| 1339    | ?       | Pietro Canal        |         | podestà  | [ 9 ] |
| 1341    | 1342    | Giovanni Gradenigo  |         | podestà  | [ 9 ] |
| 1342    | 1343    | Nicolò Priuli       |         | podestà  | [ 9 ] |
| 1343    | 1344    | Pietro Canal        |         | podestà  | [ 9 ] |
| 1344    | 1345    | Filippo Orio        |         | podestà  | [ 9 ] |
| 1345    | 1346    | Andrea Corner       |         | podestà  | [ 9 ] |
| 1346    | 1347    | Marino Faliero      |         | podestà  | [ 9 ] |
| 1347    | 1348    | Simeon Dandolo      |         | podestà  | [ 9 ] |
| 1348    | 1349    | Giovanni Morosini   |         | podestà  | [ 9 ] |
| 1349    | 1350    | Marco Ruzzini       |         | podestà  | [ 9 ] |
| 1350    | 1351    | Giovanni Dandolo    |         | podestà  | [ 9 ] |
| 1351    | 1352    | Simeon Dandolo      |         | podestà  | [ 9 ] |
| 1352    | 1353    | Marco Giustinian    |         | podestà  | [ 9 ] |
| 1353    | 1354    | Giovanni Foscari    |         | podestà  | [ 9 ] |
| 1354    | 1355    | Lorenzo Celsi       |         | podestà  | [ 9 ] |
| 1355    | 1356    | Pietro Trevisan     |         | podestà  | [ 9 ] |
| 1356    | 1357    | Fantino Morosini    |         | podestà  | [ 9 ] |
| 1357    | 1358    | Angelo Correr       |         | podestà  | -     |
| 1358    | 1359    | Maffeo Emo          |         | podestà  | [ 9 ] |
| 1359    | 1360    | Fantino Morosini    |         | podestà  | [ 9 ] |
| 1360    |         | Giovanni Giustinian |         | podestà  | [ 9 ] |
| 1361    | 1362    | Giovanni Dandolo    |         | podestà  | [ 9 ] |
| 1362    | 1363    | Andrea Zane         |         | podestà  | [ 9 ] |
| 1363    | 1364    | Pietro Morosini     |         | podestà  | [ 9 ] |
| 1364    | 1365    | Pietro Giustinian   |         | podestà  | [ 9 ] |
| 1365    | 1366    | Marco Priuli        |         | podestà  | [ 9 ] |
| 1366    | 1367    | Fantino Morosini    |         | podestà  | [ 9 ] |
| 1367    | 1368    | Leonardo Dandolo    |         | podestà  | [ 9 ] |
| 1368    | 1369    | Dardo Polani        |         | podestà  | [ 9 ] |
| 1369    | 1370    | Giovanni Dandolo    |         | podestà  | [ 9 ] |
| 1370    | 1371    | Dardo Polani        |         | podestà  | [ 9 ] |
| 1371    | 1372    | Giovanni Gradenigo  |         | podestà  | [ 9 ] |
| 1372    | 1373    | Paolo Loredan       |         | podestà  | [ 9 ] |
| 1373    | 1374    | Pantaleon Barbo     |         | podestà  | [ 9 ] |
| 1374    | 1375    | Jacopo Priuli       |         | podestà  | [ 9 ] |
| 1375    | 1376    | Pietro Emo          |         | podestà  | [ 9 ] |
| 1376    | 1377    | Francesco Bembo     |         | podestà  | [ 9 ] |
| 1377    | 1378    | Giobatta Dandolo    |         | podestà  | [ 9 ] |
| 1378    | 1381    | Marco Zen           |         | podestà  | [ 9 ] |

### Dominio del Duca d'Austria
| Periodo | Periodo | Primo cittadino            | Partito | Carica  | Note  |
| ------- | ------- | -------------------------- | ------- | ------- | ----- |
| 1381    | 1382    | Valpertoldo di Spilimbergo |         | podestà | [ 9 ] |
| 1382    | 1384    | Andrea da Polcenigo        |         | podestà | [ 9 ] |

### Signoria dei Da Carrara
| Periodo | Periodo | Primo cittadino            | Partito | Carica       | Note  |
| ------- | ------- | -------------------------- | ------- | ------------ | ----- |
| 1384    | -       | Ottonello de Descalciis    |         | vice podestà | [ 9 ] |
| 1384    | -       | Simone de' Lupi di Soragna |         | podestà      | [ 9 ] |
| 1384    | ?       | Francesco de' Dotti        |         | podestà      | [ 9 ] |
| 1386    | ?       | Andrea de Bytonio          |         | podestà      | [ 9 ] |
| 1387    | 1388    | Jacopo de Spinola          |         | podestà      | [ 9 ] |
| 1388    | -       | Pietro de Casellis         |         | vice podestà | [ 9 ] |

### Repubblica di Venezia
| Periodo | Periodo | Primo cittadino               | Partito | Carica  | Note   |
| ------- | ------- | ----------------------------- | ------- | ------- | ------ |
| 1388    |         | Guglielmo Querini             |         | Podestà | [ 10 ] |
| 1389    |         | Marco Zen                     |         | Podestà | [ 10 ] |
| 1390    |         | Lodovico Morosini             |         | Podestà | [ 10 ] |
| 1391    |         | Fantin Zorzi                  |         | Podestà | [ 10 ] |
| 1392    |         | Lodovico Morosini             |         | Podestà | [ 10 ] |
| 1393    |         | Donato Moro                   |         | Podestà | [ 10 ] |
| 1394    |         | Lodovico Morosini             |         | Podestà | [ 10 ] |
| 1395    |         | Giovanni Battista Miani       |         | Podestà | [ 10 ] |
| 1396    |         | Federico Morosini             |         | Podestà | [ 10 ] |
| 1397    |         | Giovanni Zorzi                |         | Podestà | [ 10 ] |
| 1398    |         | Michele Contarini             |         | Podestà | [ 10 ] |
| 1399    |         | Bartolomeo Moro               |         | Podestà | [ 10 ] |
| 1400    |         | Pietro Pisani                 |         | Podestà | [ 10 ] |
| 1401    |         | Lodovico Morosini             |         | Podestà | [ 10 ] |
| 1402    | 1403    | Pietro Emo                    |         | Podestà | [ 10 ] |
| 1403    |         | Paolo Zulian                  |         | Podestà | [ 10 ] |
| 1404    |         | Pietro Arimondi               |         | Podestà | [ 10 ] |
| 1405    |         | Albano Badoer                 |         | Podestà | [ 10 ] |
| 1406    |         | Giovanni Zantani              |         | Podestà | [ 10 ] |
| 1407    |         | Michele Malipiero             |         | Podestà | [ 10 ] |
| 1408    |         | Paolo Querini                 |         | Podestà | [ 10 ] |
| 1409    |         | Francesco Pisani              |         | Podestà | [ 10 ] |
| 1410    |         | Alessandro Bon                |         | Podestà | [ 10 ] |
| 1411    |         | Leonardo Sanudo               |         | Podestà | [ 10 ] |
| 1412    |         | Pietro Loredan                |         | Podestà | [ 10 ] |
| 1413    |         | Marino Loredan                |         | Podestà | [ 10 ] |
| 1414    |         | Adriano Contarini             |         | Podestà | [ 10 ] |
| 1415    |         | Jacopo Civran                 |         | Podestà | [ 10 ] |
| 1416    |         | Nicolò Morosini               |         | Podestà | [ 10 ] |
| 1417    |         | Pietro Zaccaria               |         | Podestà | [ 10 ] |
| 1418    |         | Guido Canal                   |         | Podestà | [ 10 ] |
| 1419    |         | Marino Loredan                |         | Podestà | [ 10 ] |
| 1420    |         | Giovanni Navagero             |         | Podestà | [ 10 ] |
| 1421    |         | Lorenzo Donà                  |         | Podestà | [ 10 ] |
| 1422    | 1423    | Francesco Barbaro             |         | Podestà | [ 10 ] |
| 1423    |         | Natale Donà                   |         | Podestà | [ 10 ] |
| 1425    |         | Leonardo Caravello            |         | Podestà | [ 10 ] |
| 1426    |         | Leonardo Mocenigo             |         | Podestà | [ 10 ] |
| 1427    |         | Nicolò Baseggio               |         | Podestà | [ 10 ] |
| 1428    |         | Giovanni Marcello             |         | Podestà | [ 10 ] |
| 1429    |         | Bertuccio Falier              |         | Podestà | [ 10 ] |
| 1430    |         | Girolamo Contarini            |         | Podestà | [ 10 ] |
| 1431    |         | Pietro Contarini              |         | Podestà | [ 10 ] |
| 1432    |         | Antonio Venier                |         | Podestà | [ 10 ] |
| 1433    |         | Andrea Bernardo               |         | Podestà | [ 10 ] |
| 1434    |         | Cristoforo Donato             |         | Podestà | [ 10 ] |
| 1435    |         | Marino Mocenigo               |         | Podestà | [ 10 ] |
| 1436    |         | Leonardo Foscarini            |         | Podestà | [ 10 ] |
| 1437    |         | Marino Soranzo                |         | Podestà | [ 10 ] |
| 1438    |         | Pietro Pisani                 |         | Podestà | [ 10 ] |
| 1440    |         | Francesco Zane                |         | Podestà | [ 10 ] |
| 1441    |         | Francesco Garzoni             |         | Podestà | [ 10 ] |
| 1442    |         | Vettor Barbaro                |         | Podestà | [ 10 ] |
| 1443    |         | Melchiorre Grimani            |         | Podestà | [ 10 ] |
| 1444    |         | Francesco Minotto             |         | Podestà | [ 10 ] |
| 1445    |         | Giovanni Malipiero            |         | Podestà | [ 10 ] |
| 1446    |         | Francesco Da Lezze            |         | Podestà | [ 10 ] |
| 1447    |         | Benedetto Vitturi             |         | Podestà | [ 10 ] |
| 1448    |         | Carlo Marin                   |         | Podestà | [ 10 ] |
| 1449    |         | Bartolomeo Soranzo            |         | Podestà | [ 10 ] |
| 1450    |         | Orio Pasqualigo               |         | Podestà | [ 10 ] |
| 1452    | 1453    | Nicolò Marcello               |         | Podestà | [ 10 ] |
| 1453    |         | Andrea Marcello               |         | Podestà | [ 10 ] |
| 1455    |         | Lodovico Bembo                |         | Podestà | [ 10 ] |
| 1456    |         | Lodovico Baffo                |         | Podestà | [ 10 ] |
| 1457    |         | Marino Valier                 |         | Podestà | [ 10 ] |
| 1459    |         | Francesco Trevisan            |         | Podestà | [ 10 ] |
| 1460    |         | Francesco Contarini           |         | Podestà | [ 10 ] |
| 1462    |         | Marco Contarini               |         | Podestà | [ 10 ] |
| 1463    |         | Lorenzo Minotto               |         | Podestà | [ 10 ] |
| 1465    |         | Paolo Morosini                |         | Podestà | [ 10 ] |
| 1466    |         | Domenico Moro                 |         | Podestà | [ 10 ] |
| 1467    |         | Giovanni Mocenigo             |         | Podestà | [ 10 ] |
| 1469    |         | Marco Zen                     |         | Podestà | [ 10 ] |
| 1470    |         | Pietro Memo                   |         | Podestà | [ 10 ] |
| 1472    |         | Eustachio Balbi               |         | Podestà | [ 10 ] |
| 1473    |         | Giacomo Morosini              |         | Podestà | [ 10 ] |
| 1475    |         | Lorenzo Loredan               |         | Podestà | [ 10 ] |
| 1476    |         | Fantino Zorzi                 |         | Podestà | [ 10 ] |
| 1477    |         | Benedetto Trevisan            |         | Podestà | [ 10 ] |
| 1479    |         | Nicolò Trevisan               |         | Podestà | [ 10 ] |
| 1480    |         | Alvise Vendramin              |         | Podestà | [ 10 ] |
| 1481    |         | Giacomo Querini               |         | Podestà | [ 10 ] |
| 1482    |         | Lodovico Bragadin             |         | Podestà | [ 10 ] |
| 1484    |         | Domenico Marin                |         | Podestà | [ 10 ] |
| 1485    |         | Peraccio Malipiero            |         | Podestà | [ 10 ] |
| 1487    |         | Antonio Valier                |         | Podestà | [ 10 ] |
| 1488    |         | Bernardo Tiepolo              |         | Podestà | [ 10 ] |
| 1489    |         | Antonio Bernardo              |         | Podestà | [ 10 ] |
| 1491    |         | Priamo Tron                   |         | Podestà | [ 10 ] |
| 1493    |         | Pietro Bon                    |         | Podestà | [ 10 ] |
| 1494    |         | Tomaso Mocenigo               |         | Podestà | [ 10 ] |
| 1496    |         | Girolamo Orio                 |         | Podestà | [ 10 ] |
| 1497    |         | Pietro Malipiero              |         | Podestà | [ 10 ] |
| 1498    |         | Andrea Dandolo                |         | Podestà | [ 10 ] |
| 1500    |         | Girolamo Contarini            |         | Podestà | [ 10 ] |
| 1501    |         | Michele Salamon               |         | Podestà | [ 10 ] |
| 1503    |         | Marc'Antonio Loredan          |         | Podestà | [ 10 ] |
| 1504    |         | Giovanni Zantani              |         | Podestà | [ 10 ] |
| 1505    |         | Pietro Querini                |         | Podestà | [ 10 ] |
| 1506    |         | Pietro Nani                   |         | Podestà | [ 10 ] |
| 1507    |         | Nicolò Corner                 |         | Podestà | [ 10 ] |
| 1509    |         | Girolamo Marin                |         | Podestà | [ 10 ] |
| 1511    |         | Andrea Donà                   |         | Podestà | [ 10 ] |
| 1512    |         | Girolamo Pesaro               |         | Podestà | [ 10 ] |
| 1513    |         | Sebastiano Moro               |         | Podestà | [ 10 ] |
| 1514    |         | Giacomo Trevisan              |         | Podestà | [ 10 ] |
| 1516    | 1518    | Nicolò Vendramin              |         | Podestà | [ 10 ] |
| 1517    |         | Paolo Nani                    |         | Podestà | [ 10 ] |
| 1518    |         | Francesco Mocenigo            |         | Podestà | [ 10 ] |
| 1520    |         | Pietro Da Lezze               |         | Podestà | [ 10 ] |
| 1521    |         | Antonio Pesaro                |         | Podestà | [ 10 ] |
| 1522    |         | Marino Molin                  |         | Podestà | [ 10 ] |
| 1524    |         | Marco Zantani                 |         | Podestà | [ 10 ] |
| 1525    |         | Francesco Bragadin            |         | Podestà | [ 10 ] |
| 1527    |         | Stefano Magno                 |         | Podestà | [ 10 ] |
| 1528    |         | Francesco Morosini            |         | Podestà | [ 10 ] |
| 1529    |         | Tomaso Michiel                |         | Podestà | [ 10 ] |
| 1530    | 1532    | Domenico Da Mosto             |         | Podestà | [ 10 ] |
| 1532    |         | Giacomo Dolfin                |         | Podestà | [ 10 ] |
| 1533    |         | Marc'Antonio Bragadin         |         | Podestà | [ 10 ] |
| 1535    |         | Agostino Moro                 |         | Podestà | [ 10 ] |
| 1536    |         | Francesco Bragadin            |         | Podestà | [ 10 ] |
| 1537    |         | Angelo Correr                 |         | Podestà | [ 10 ] |
| 1539    |         | Girolamo Zane                 |         | Podestà | [ 10 ] |
| 1540    |         | Giovanni Lippomano            |         | Podestà | [ 10 ] |
| 1541    |         | Francesco Giustinian          |         | Podestà | [ 10 ] |
| 1543    |         | Andrea Renier                 |         | Podestà | [ 10 ] |
| 1544    |         | Girolamo Morosini             |         | Podestà | [ 10 ] |
| 1545    |         | Marco Barbarigo               |         | Podestà | [ 10 ] |
| 1547    |         | Giovanni Battista Renier      |         | Podestà | [ 10 ] |
| 1548    |         | Giovanni Francesco Salamon    |         | Podestà | [ 10 ] |
| 1549    |         | Marc'Antonio Morosin          |         | Podestà | [ 10 ] |
| 1551    |         | Melchiorre Nadal              |         | Podestà | [ 10 ] |
| 1552    |         | Giovanni Zorzi                |         | Podestà | [ 10 ] |
| 1553    |         | Francesco Pisani              |         | Podestà | [ 10 ] |
| 1555    |         | Bernardo Vitturi              |         | Podestà | [ 10 ] |
| 1556    |         | Andrea Priuli                 |         | Podestà | [ 10 ] |
| 1557    |         | Giovanni Francesco Donà       |         | Podestà | [ 10 ] |
| 1559    |         | Luigi da Ponte                |         | Podestà | [ 10 ] |
| 1560    |         | Girolamo Minio                |         | Podestà | [ 10 ] |
| 1561    |         | Paolo Zorzi                   |         | Podestà | [ 10 ] |
| 1562    |         | Andrea Corner                 |         | Podestà | [ 10 ] |
| 1563    |         | Pietro Pizzamano              |         | Podestà | [ 10 ] |
| 1564    | 1565    | Pasquale Cicogna              |         | Podestà | [ 10 ] |
| 1565    | 1567    | Giovanni Corner               |         | Podestà | [ 10 ] |
| 1567    |         | Francesco Corner              |         | Podestà | [ 10 ] |
| 1568    |         | Francesco Diedo               |         | Podestà | [ 10 ] |
| 1569    |         | Leonardo Morosini             |         | Podestà | [ 10 ] |
| 1570    | 1571    | Giovanni Gritti               |         | Podestà | [ 10 ] |
| 1571    | 1572    | Giustiniano Giustinian        |         | Podestà | [ 10 ] |
| 1573    |         | Luigi Michiel                 |         | Podestà | [ 10 ] |
| 1574    |         | Bartolomeo Lippomano          |         | Podestà | [ 10 ] |
| 1575    | 1577    | Bartolomeo Cappello           |         | Podestà | [ 10 ] |
| 1577    |         | Giovanni Michiel              |         | Podestà | [ 10 ] |
| 1578    |         | Andrea Corner                 |         | Podestà | [ 10 ] |
| 1580    |         | Pietro Gritti                 |         | Podestà | [ 10 ] |
| 1581    |         | Antonio Moro                  |         | Podestà | [ 10 ] |
| 1582    |         | Paolo Loredan                 |         | Podestà | [ 10 ] |
| 1583    |         | Federico Renier               |         | Podestà | [ 10 ] |
| 1585    |         | Ottaviano Donà                |         | Podestà | [ 10 ] |
| 1586    |         | Carlo Marin                   |         | Podestà | [ 10 ] |
| 1587    |         | Domenico Lion                 |         | Podestà | [ 10 ] |
| 1589    |         | Dardi Bembo                   |         | Podestà | [ 10 ] |
| 1591    |         | Santo Venier                  |         | Podestà | [ 10 ] |
| 1592    |         | Leonardo Mocenigo             |         | Podestà | [ 10 ] |
| 1593    |         | Francesco Loredan             |         | Podestà | [ 10 ] |
| 1594    |         | Stefano Viaro                 |         | Podestà | [ 10 ] |
| 1596    |         | Daniele Dolfin                |         | Podestà | [ 10 ] |
| 1597    |         | Giustiniano Contarini         |         | Podestà | [ 10 ] |
| 1598    |         | Francesco Morosini            |         | Podestà | [ 10 ] |
| 1600    |         | Giulio Contarini              |         | Podestà | [ 10 ] |
| 1602    |         | Giusto Guaro                  |         | Podestà | [ 10 ] |
| 1603    |         | Giovanni Battista Zen         |         | Podestà | [ 10 ] |
| 1604    |         | Antonio Mocenigo              |         | Podestà | [ 10 ] |
| 1606    |         | Francesco Tiepolo             |         | Podestà | [ 10 ] |
| 1607    |         | Alvise Moro                   |         | Podestà | [ 10 ] |
| 1609    |         | Marc'Antonio Michiel          |         | Podestà | [ 10 ] |
| 1610    |         | Vincenzo Pisani               |         | Podestà | [ 10 ] |
| 1612    |         | Marc'Antonio Zen              |         | Podestà | [ 10 ] |
| 1614    |         | Lorenzo Soranzo               |         | Podestà | [ 10 ] |
| 1615    |         | Marco Giustinian              |         | Podestà | [ 10 ] |
| 1617    |         | Nicolò Barbarigo              |         | Podestà | [ 10 ] |
| 1618    |         | Giovanni Barbarigo            |         | Podestà | [ 10 ] |
| 1620    |         | Pietro Correr                 |         | Podestà | [ 10 ] |
| 1621    |         | Antonio Bragadin              |         | Podestà | [ 10 ] |
| 1622    |         | Vincenzo Pasqualigo           |         | Podestà | [ 10 ] |
| 1624    |         | Ermolao Dolfin                |         | Podestà | [ 10 ] |
| 1625    |         | Bartolomeo Donà               |         | Podestà | [ 10 ] |
| 1626    |         | Giovanni Antonio Zen          |         | Podestà | [ 10 ] |
| 1628    |         | Girolamo Dolfin               |         | Podestà | [ 10 ] |
| 1629    |         | Giovan Battista Sanudo        |         | Podestà | [ 10 ] |
| 1631    |         | Angelo Trevisan               |         | Podestà | [ 10 ] |
| 1632    |         | Giovanni Battista Giustinian  |         | Podestà | [ 10 ] |
| 1634    |         | Zaccaria Mocenigo             |         | Podestà | [ 10 ] |
| 1635    |         | Giustiniano Giustinian        |         | Podestà | [ 10 ] |
| 1636    |         | Paolo Bellegno                |         | Podestà | [ 10 ] |
| 1638    |         | Paolo Querini                 |         | Podestà | [ 10 ] |
| 1639    |         | Antonio Giustinian            |         | Podestà | [ 10 ] |
| 1641    |         | Lorenzo Giustinian            |         | Podestà | [ 10 ] |
| 1642    |         | Domenico Lion                 |         | Podestà | [ 10 ] |
| 1643    |         | Sebastiano Priuli             |         | Podestà | [ 10 ] |
| 1645    | 1647    | Gerolamo Foscari              |         | Podestà | [ 10 ] |
| 1652    |         | Marco Ruzzini                 |         | Podestà | [ 10 ] |
| 1661    |         | Giovanni Querini              |         | Podestà | [ 10 ] |
| 1671    |         | Marco Ruzzini                 |         | Podestà | [ 10 ] |
| 1673    | 1674    | Giovanni Falier               |         | Podestà | [ 10 ] |
| 1674    |         | Giorgio Querini               |         | Podestà | [ 10 ] |
| 1675    |         | Giovanni e Domenico Tiepolo   |         | Podestà | [ 10 ] |
| 1677    |         | Pietro Bon                    |         | Podestà | [ 10 ] |
| 1679    |         | Giovanni Grimani              |         | Podestà | [ 10 ] |
| 1680    |         | Giovanni Grimani              |         | Podestà | [ 10 ] |
| 1681    |         | Alvise Dolfin                 |         | Podestà | [ 10 ] |
| 1682    |         | Girolamo Savorgnan            |         | Podestà | [ 10 ] |
| 1683    |         | Girolamo Corner               |         | Podestà | [ 10 ] |
| 1685    |         | Marc'Antonio Badoer           |         | Podestà | [ 10 ] |
| 1687    |         | Pietro Zenobio                |         | Podestà | [ 10 ] |
| 1688    |         | Nicolò Berlendis              |         | Podestà | [ 10 ] |
| 1690    |         | Angelo Maria Labia            |         | Podestà | [ 10 ] |
| 1691    |         | Andrea Stazio                 |         | Podestà | [ 10 ] |
| 1692    |         | Iseppo Pasqualigo             |         | Podestà | [ 10 ] |
| 1693    |         | Marc'Aurelio Soranzo          |         | Podestà | [ 10 ] |
| 1695    |         | Giovanni Benedetto Giovanelli |         | Podestà | [ 10 ] |
| 1697    |         | Gabriel Soderini              |         | Podestà | [ 10 ] |
| 1699    |         | Giovanni Civran               |         | Podestà | [ 10 ] |
| 1700    |         | Federico Renier               |         | Podestà | [ 10 ] |
| 1702    |         | Antonio Manin                 |         | Podestà | [ 10 ] |
| 1704    |         | Pietro Maffetti               |         | Podestà | [ 10 ] |
| 1705    |         | Giovanni Battista Fonte       |         | Podestà | [ 10 ] |
| 1707    |         | Alessandro Carminati          |         | Podestà | [ 10 ] |
| 1709    |         | Annibale Brandolini           |         | Podestà | [ 10 ] |
| 1710    |         | Gaetano Andrea Giovanelli     |         | Podestà | [ 10 ] |
| 1712    |         | Lazzaro Ferro                 |         | Podestà | [ 10 ] |
| 1714    |         | Giovanni Bragadin             |         | Podestà | [ 10 ] |
| 1715    |         | Gianbattista Rezzonico        |         | Podestà | [ 10 ] |
| 1717    |         | Alvise Contarini              |         | Podestà | [ 10 ] |
| 1720    |         | Bartolomeo Gradenigo          |         | Podestà | [ 10 ] |
| 1722    |         | Bartolomeo Mora               |         | Podestà | [ 10 ] |
| 1724    |         | Paolo Giustinian Lolin        |         | Podestà | [ 10 ] |
| 1726    | 1727    | Benedetto Toffetti            |         | Podestà | [ 10 ] |
| 1729    |         | Alvise Priuli                 |         | Podestà | [ 10 ] |
| 1731    |         | Giovanni Fonte                |         | Podestà | [ 10 ] |
| 1734    |         | Flaminio Cassetti             |         | Podestà | [ 10 ] |
| 1738    | 1739    | Leonardo Valmarana            |         | Podestà | [ 10 ] |
| 1739    |         | Giacomo Badoer                |         | Podestà | [ 10 ] |
| 1743    |         | Carlo Veronese                |         | Podestà | [ 10 ] |
| 1746    |         | Odoardo Collalto              |         | Podestà | [ 10 ] |
| 1749    |         | Alvise Condulmer              |         | Podestà | [ 10 ] |
| 1751    |         | Girolamo Luca                 |         | Podestà | [ 10 ] |
| 1753    |         | Filippo Balbi                 |         | Podestà | [ 10 ] |
| 1755    |         | Bartolomeo Vitturi            |         | Podestà | [ 10 ] |
| 1757    |         | Bartolomeo Grassi             |         | Podestà | [ 10 ] |
| 1760    |         | Domenico Pisani               |         | Podestà | [ 10 ] |
| 1762    |         | Domenico Pisani               |         | Podestà | [ 10 ] |
| 1766    |         | Marino Minio                  |         | Podestà | [ 10 ] |
| 1769    |         | Alvise Foscarini              |         | Podestà | [ 10 ] |
| 1771    |         | Antonio Lorenzo Soranzo       |         | Podestà | [ 10 ] |
| 1773    |         | Francesco Donà                |         | Podestà | [ 10 ] |
| 1775    |         | Giovanni Moro                 |         | Podestà | [ 10 ] |
| 1778    |         | Giulio Maria Soderini         |         | Podestà | [ 10 ] |
| 1779    |         | Girolamo Zorzi                |         | Podestà | [ 10 ] |
| 1781    |         | Marco Zen                     |         | Podestà | [ 10 ] |
| 1783    |         | Francesco Grimani             |         | Podestà | [ 10 ] |
| 1784    |         | Giovanni Battista Redetti     |         | Podestà | [ 10 ] |
| 1786    |         | Giuseppe Pizzamano            |         | Podestà | [ 10 ] |
| 1788    |         | Giovan Battista Poli          |         | Podestà | [ 10 ] |
| 1790    |         | Giovanni Andrea Catti         |         | Podestà | [ 10 ] |
| 1792    |         | Flaminio Corner               |         | Podestà | [ 10 ] |
| 1793    |         | Lodovico Morosini             |         | Podestà | [ 10 ] |
| 1795    |         | Iseppo Diedo                  |         | Podestà | [ 10 ] |
| 1796    |         | Angelo Barbaro                |         | Podestà | [ 10 ] |

### Regno Lombardo Veneto
| Periodo | Periodo | Primo cittadino            | Partito | Carica  | Note |
| ------- | ------- | -------------------------- | ------- | ------- | ---- |
|         |         | Ferrante Bomben            |         | Podestà | -    |
| ?       | 1825    | Domenico Mantovani Orsetti |         | Podestà | -    |
| 1825    |         | Bortolo De Panigai         |         | Podestà | -    |
|         |         | Girolamo d'Onigo           |         | Podestà | -    |
|         |         | Domenico Sugana            |         | Podestà | -    |
| 1847    | 1852    | Giuseppe Olivi             |         | Podestà | -    |
| 1852    | 1866    | Luigi Giacomelli           |         | Podestà | -    |
| 1866    | -       | Antonio Caccianiga         |         | Podestà | -    |